# Marco Claudio Marcello (console 166 a.C.)
Marco Claudio Marcello (in latino: Marcus Claudius Marcellus; 208 a.C. circa – Mar Mediterraneo, 148 a.C.) è stato un politico e militare romano, nipote del più famoso Marco Claudio Marcello, conquistatore di Siracusa.

## Biografia
Le prime cronache certe che si hanno su di lui si riferiscono al 177 a.C., quando divenne pontefice. Poi nel 171 fu tribuno della plebe, e nel 169 pretore.
Nel 168, come propretore venne incaricato dell'amministrazione delle province di Spagna Citeriore e Ulteriore. Durante la sua permanenza in Iberia, secondo la testimonianza di Strabone fondò la città di Cordova; poiché i resti archeologici mostrano che l'insediamento è più antico, è probabile che si tratti di una rifondazione ad opera del governo romano.
Nel 166 a.C. Marcello fu eletto per la prima volta Console, come collega di Gaio Sulpicio Gallo. Durante questo primo consolato conseguì il trionfo per la vittoria su alcune tribù di Galli dei passi alpini. Inoltre, frattanto poté mostrare il planetario di Archimede a Gallo, notoriamente appassionato di astronomia: egli l'aveva ereditato dal nonno, che al tempo lo portò a Roma come bottino di guerra. 
Il suo successo sui Liguri Apuani e Sengauni in rivolta gli valse un nuovo trionfo in occasione del suo secondo consolato, nel 155 a.C., e come ringraziamento per aver soppresso l'insurrezione gli abitanti della colonia romana di Luna gli eressero un monumento di marmo.
Nel 152 a.C., per la terza volta Console, fu incaricato di tornare in Hispania per condurre una guerra. Dopo avere avuto la meglio sui Celtiberi, agì con clemenza verso gli sconfitti, convincendo anche le altre tribù ancora indipendenti a consegnare ostaggi e a chiedere la pace, mandando ambasciatori a Roma. La politica di Marcello non risultò apprezzata dal Senato romano, che lo sconfessò dando ordine al nuovo Console designato, Lucio Licinio Lucullo, di continuare il conflitto. Lui tuttavia ottenne la completa resa dei Celtiberi prima del suo arrivo. 
Nel 148 a.C. il Senato lo inviò come ambasciatore in Numidia, nell'ambito della terza guerra punica, e finì per morire a circa 60 anni di età a causa del naufragio della nave che lo stava trasportando.